# Hợp âm guitar

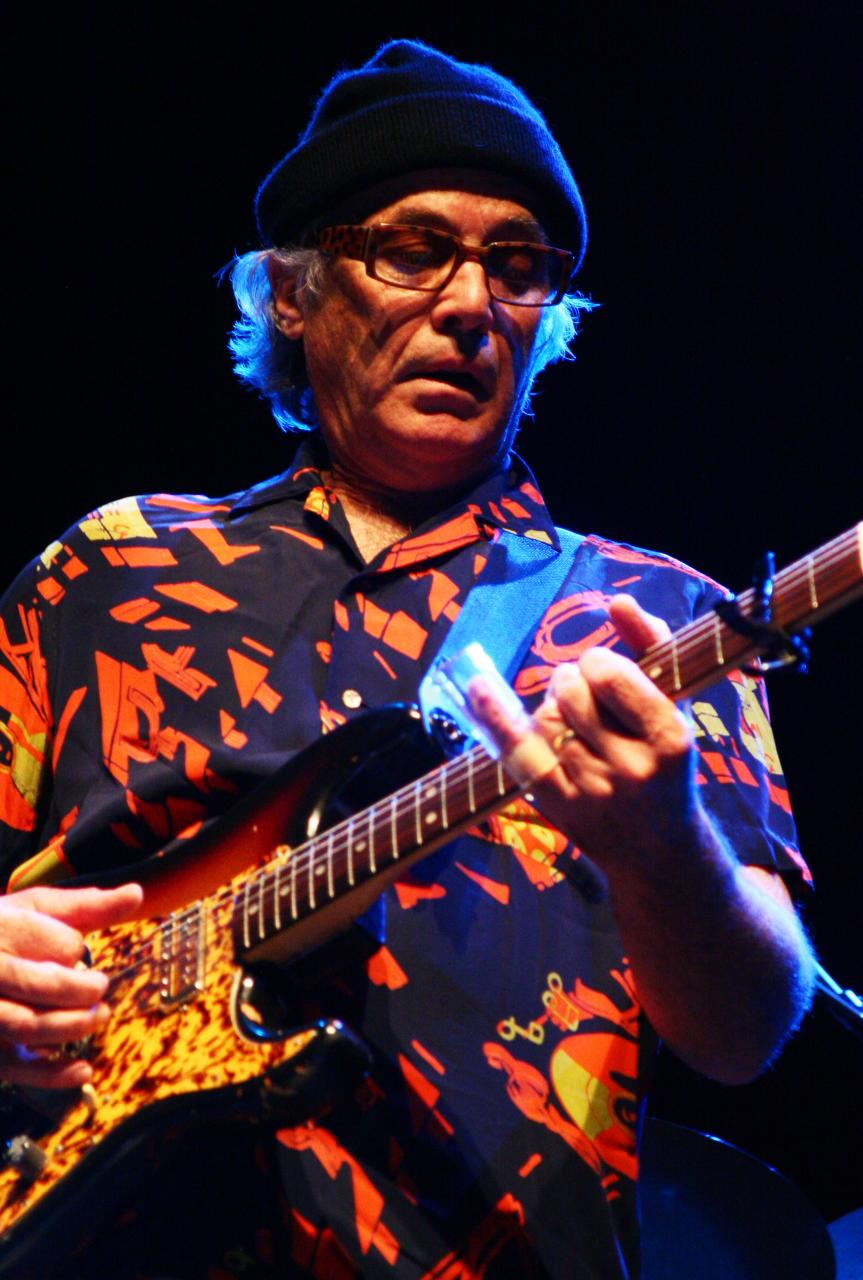
Ry Cooder chơi slide guitar nhờ sử dụng open tuning giúp ông chơi các hợp âm trưởng bằng cách chặn dây đàn ở bất kì đâu dọc theo chiều dài của chúng.

Trong âm nhạc, hợp âm guitar là tập hợp các nốt nhạc chơi trên đàn guitar. Các nốt trong hợp âm thường đánh cùng một lúc, song có thể gảy chúng tuần tự theo hợp âm rải. Bấm hợp âm guitar phụ thuộc vào việc căng dây guitar (guitar tuning). Đa phần guitar sử dụng trong nhạc đại chúng có sáu dây với kiểu căng dây "chuẩn" của guitar cổ điển Tây Ban Nha, mà cụ thể là Mi–La–Rê–Sol–Si–Mi (từ dây đàn có cao độ thấp nhất đến cao nhất); ở kiểu căng dây chuẩn, quãng xuất hiện giữa các dây đàn cạnh nhau là quãng bốn ngoại trừ quãng ba trưởng (Sol, Si). Căng dây chuẩn cần có bốn hình hợp âm để cấu thành hợp âm trưởng ba nốt.
Có những dạng hợp âm riêng dành cho dòng hợp âm có chủ âm ở dây số ba, số bốn, số năm và số sáu. Ở cây guitar sáu dây với kiểu căng dây chuẩn, cần phải bỏ hoặc hạ một hoặc nhiều tông khi bấm hợp âm; đây là dạng hợp âm chủ hay quãng năm. Thứ tự các nốt trên cần đàn bằng kiểu căng dây chuẩn thường bắt buộc các nghệ sĩ guitar hoán đổi trật tự tông của các nốt nhạc trong hợp âm.
Có thể đơn giản hóa việc bấm các hợp âm thường bằng căng dây mở (open tunings) - đặc biệt thông dụng trong guitar của nhạc folk, blues và guitar cổ điển không xuất xứ từ Tây Ban Nha (ví dụ guitar cổ điển Anh và guitar cổ điển Nga). Chẳng hạn, vòng hợp âm Mười hai tiết nhịp blues điển hình chỉ sử dụng ba hợp âm, mà mỗi hợp âm lại bấm bằng cách dùng một ngón tay chèn sáu dây (theo kiểu căng dây mở). Căng dây mở đặc biệt được sử dụng với guitar thép và slide guitar. Căng dây mở giúp bấm các hợp âm bằng một ngón có quãng thuận hơn so với những loại căng dây khác - chúng sử dụng thang âm cân bằng, song đổi lại phải làm tăng quãng nghịch ở những hợp âm khác.
Có thể đơn giản hóa việc bấm các hợp âm guitar (có ba đến năm dây) bằng lớp căng dây khác gọi là căng dây thông thường, tức là các quãng giống nhau ở mỗi cặp dây liên tiếp. Căng dây thông thường gồm các loại căng dây ba trưởng, căng dây quãng bốn và căng dây quãng năm. Với mỗi loại căng dây thông thường, mẫu hình hợp âm có thể bị dịch chuyển chéo xuống cần đàn - đặc tính này giúp những người mới chơi học hợp âm dễ hơn và giúp cho khâu ứng tác của người chơi thành thạo dễ dàng hơn. Mặt khác, việc bấm các hợp âm 6 dây theo lối căng dây thông thường (ở các nốt Đô, Sol và Rê) lại khó khăn hơn.
Thông thường, nghệ sĩ guitar bấm kép các nốt nhạc trong hợp âm để tăng âm lượng - kĩ thuật ấy quan trọng với người chơi không có âm ly khuếch đại; các nốt bấm kép và thay đổi trật tự các nốt còn có thể làm thay đổi âm sắc của hợp âm. Cách này có thể tạo một "hợp âm" được cấu thành từ cùng nốt trên các dây khác nhau. Có thể bấm nhiều hợp âm có cùng nốt ở một hoặc nhiều vị trí trên cần đàn.

## Nhạc lý cơ bản
Nhạc lý của hợp âm guitar tôn trọng các quy ước hòa âm của âm nhạc phương Tây. Những bàn luận về hợp âm guitar cơ bản phụ thuộc vào khái niệm cơ bản trong nhạc lý: mười hai nốt nhạc của quãng tám, các quãng, hợp âm và vòng hợp âm.

### Quãng

Vòng nửa cung liệt kê mười hai nốt nhạc trong quãng tám, chúng cách nhau đúng nửa cung.

Âm giai Đô trưởng một quãng

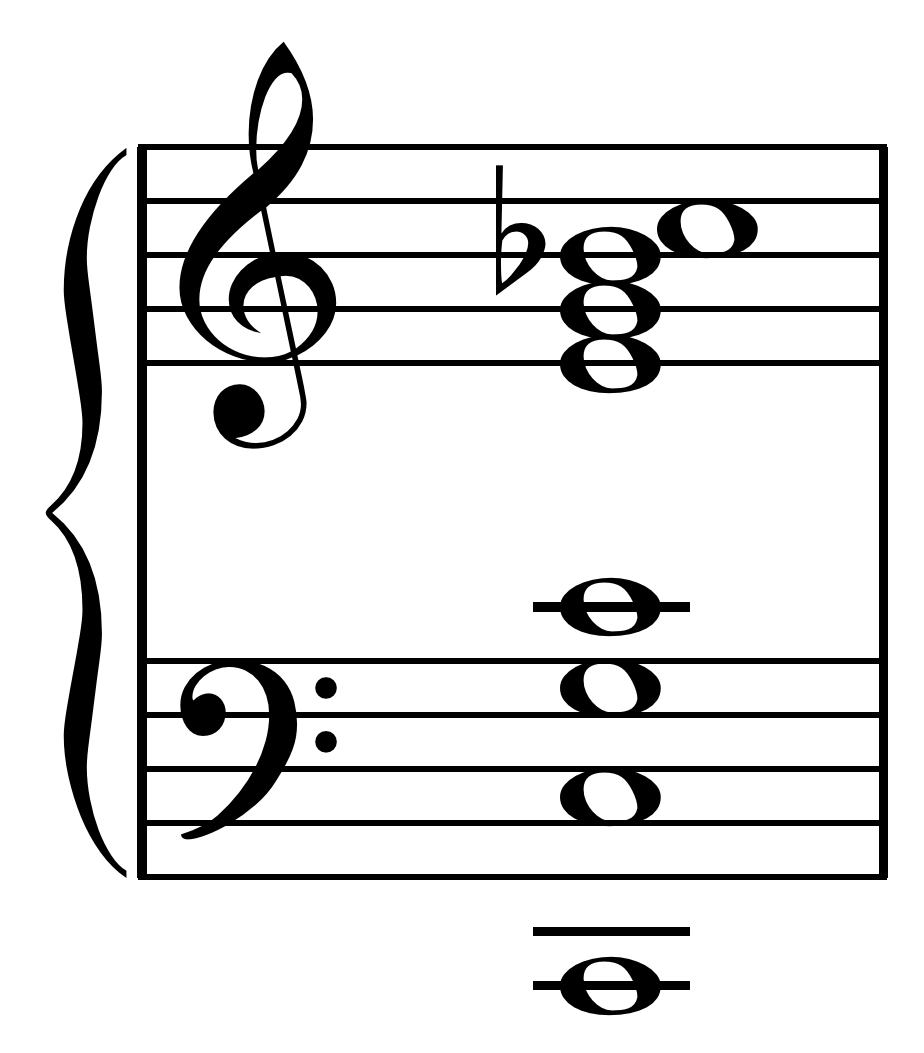
Tám nốt hòa âm khởi đầu trên Đô trưởng (Đô,Đô,Sol,Đô,Mi,Sol,Si♭,Đô)thumb|Play simultaneously

Quãng tám gồm có mười hai nốt nhạc. Các nốt tự nhiên trong quãng tám cấu thành nên âm giai Đô trưởng, (Đô, Rê, Mi, Fa, So, La, Si và Đô).
Quãng giữa các nốt của âm giai nửa cung được liệt trong bảng trên, trong đấy chỉ quãng in đậm mới được thảo luận trong phần hợp âm cơ bản của bài viết này; những quãng ấy và các quãng bảy khác được thảo luận ở phần hợp âm trung bình. Đồng âm và quãng tám có tính quãng thuận đúng. Quãng tám trở nên phổ biến nhờ lối trình diễn của nghệ sĩ jazz Wes Montgomery. Quãng năm đúng cực kỳ quãng thuận, tức là việc đánh liên tiếp hai nốt nhạc từ quãng năm đúng sẽ nghe cực kỳ hài hòa.
Nửa cung là khoảng cách giữa hai nốt nhạc liền kề trên vòng nửa cung - nơi trình bày mười hai nốt trong một quãng tám.
| Số lượng nửa cung | Quãng trưởng, thứ hoặc đúng   | Audio | Độ hòa âm                  |
| ----------------- | ----------------------------- | ----- | -------------------------- |
| 0                 | Đồng âm                       | Playⓘ | quãng thuận mở             |
| 1                 | Quãng hai thứ                 | Playⓘ | quãng nghịch rõ            |
| 2                 | Quãng hai trưởng              | Playⓘ | quãng nghịch nhẹ           |
| 3                 | Quãng ba thứ                  | Playⓘ | quãng thuận nhẹ            |
| 4                 | Quãng ba trưởng               | Playⓘ | quãng thuận nhẹ            |
| 5                 | Quãng bốn đúng                | Playⓘ | Quãng vừa nghịch vừa thuận |
| 6                 | Quãng bốn tăng Quãng năm giảm | Playⓘ | Quãng vừa nghịch vừa thuận |
| 7                 | Quãng năm đúng                | Playⓘ | quãng thuận mở             |
| 8                 | Quãng sáu thứ                 | Playⓘ | quãng thuận nhẹ            |
| 9                 | Quãng sáu trưởng              | Playⓘ | quãng thuận nhẹ            |
| 10                | Quãng bảy thứ                 | Playⓘ | quãng nghịch nhẹ           |
| 11                | Quãng bảy trưởng              | Playⓘ | quãng nghịch rõ            |
| 12                | Quãng tám đúng                | Playⓘ | quãng thuận mở             |

Như đã hiển thị trong bảng trên, một nhóm quãng—quãng ba (trưởng và thứ), quãng năm đúng và quãng bảy thứ—được sử dụng ở những thảo luận về hợp âm guitar cơ bản sau đây.
Như đã kể, quãng năm đúng (P5) có tính hài hòa nhất, sau đồng âm và quãng tám. Phép giải thích về nhận thức hòa âm của con người liên quan đến cơ học của rung động dây cho tới âm học trong âm nhạc của sóng âm nhờ sử dụng phân tích hòa âm của chuỗi Fourier. Khi dùng một ngón tay hoặc móng đàn đánh vào dây đàn, nó rung động theo chuỗi hòa âm. Khi gảy dây Đô nốt mở, chuỗi hòa âm của nó bắt đầu bằng các nốt (Đô,Đô,Sol,Đô,Mi,Sol,Si♭,Đô). Hợp âm chủ gắn liền với chuỗi quãng tám, bắt đầu bằng quãng đồng âm (Đô,Đô), quãng táml (Đô,Đô), quãng năm đúng (Đô,Sol), quãng bốn đúng (Sol,Đô), và quãng ba trưởng (Đô,Mi). Đặc biệt, chuỗi quãng này chứa cả các quãng ba của hợp âm Đô trưởng {(Đô,Mi),(Mi,Sol)}.

#### Quãng năm đúng
Quãng năm đúng có mặt ở kỹ thuật chơi guitar và chuỗi các hợp âm. Chuỗi quãng năm xây dựng trên âm giai Đô trưởng được sử dụng để cấu thành nên bộ hợp âm ba, theo thảo luận dưới đây.

##### Vòng bậc năm
Kết hợp các quãng năm đúng ((Fa,Đô), (Đô,Sol), (Đô,Rê), (Rê,La), (La,Mi), (Mi,Si),...) sẽ cho ra chuỗi bậc năm (Fa,Đô,Sol,Rê,La,Mi,Si,...); chuỗi bậc năm này thể hiện toàn bộ các nốt của quãng tám. Chuỗi bậc năm này được sử dụng trong phần thảo luận về chuỗi hợp âm dưới đây.

##### Hợp âm năm

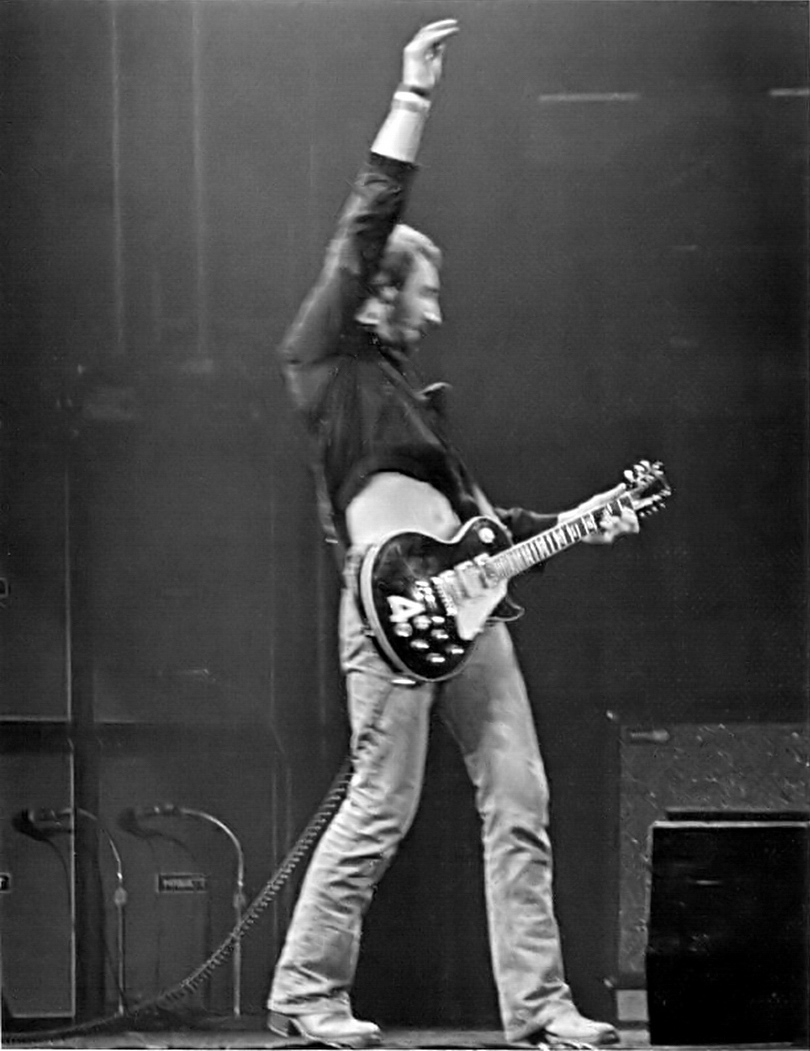
Peter Townshend của The Who thường sử dụng điệu quạt dây kiểu "cối xay gió" để đánh "hợp âm năm" (power chord)—hợp âm chủ, quãng năm và quãng tám.

Các nghệ sĩ guitar gọi quãng năm đúng là hợp âm năm (power chord), họ đặc biệt chơi chúng trong nhạc blues và rock. Peter Townshend (nghệ sĩ của The Who) thể hiện các hợp âm năm với điệu quạt dây kiểu cối xay gió. Hợp âm năm thường được bấm cùng các nốt lặp lại ở quãng tám cao hơn.
Mặc dù đã hình thành, song thuật ngữ "power chord", hay hợp âm năm không nhất quán với định nghĩa thông thường về hợp âm trong nhạc lý - đòi hỏi ít nhất ba nốt riêng biệt ở từng hợp âm.

### Hợp âm trong nhạc lý
Tổng quan tóm lược
Cần phải đánh giá nhạc lý của hợp âm để mang đến thuật ngữ học trong cuộc thảo luận về hợp âm guitar. Ba loại hợp âm (nhấn mạnh trong khâu giới thiệu cách chơi guitar) được nhắc tới. Ba hợp âm cơ bản này xuất hiện ở dạng chord-triples thông dụng trong nhạc phương Tây, mà triples được gọi là chuỗi ba hợp âm. Sau khi trình bày từng loại hợp âm, cần lưu ý vai trò của nó trong chuỗi ba hợp âm.
Những thảo luận trung gian về hợp âm có được nhờ cả các hợp âm lẫn chuỗi hợp âm từ phần phối hòa âm giai. Hợp âm guitar cơ bản có thể được cấu thành từ "xếp quãng ba" - tức là kết hợp các quãng hai hoặc quãng ba, mà ở đây mọi nốt thấp nhất đều đến từ âm giai.

#### Hợp âm bộ ba

##### Trưởng
Cả hợp âm trưởng và thứ là ví dụ điển hình của hợp âm bộ ba (triad) trong âm nhạc - chứa ba nốt riêng biệt. Hợp âm bộ ba thường được trình bày dưới dạng bộ ba có trật tự:
- hợp âm chủ;
- hợp âm ba - nằm trên hợp âm chủ một quãng ba trưởng (đối với hợp âm trưởng) hoặc quãng ba thứ (đối với hợp âm thứ);
- hợp âm năm - vòng bậc năm đúng nằm trên hợp âm chủ; do đó hợp âm năm là bậc ba trên quãng bậc ba—một quãng ba thứ trên ba trưởng hoặc quãng ba trưởng trên ba thứ.[13][14] Hợp âm bộ ba trưởng có một hợp âm chủ, một hợp âm ba trưởng và một hợp âm năm. (Quãng ba-trưởng của hợp âm trưởng bị thay bằng quãng ba-thứ trong hợp âm thứ.

| Hợp âm     | Bậc I | Bậc III | Bậc V |
| ---------- | ----- | ------- | ----- |
| Đô trưởng  | Đô    | Mi      | Sol   |
| Rê trưởng  | Rê    | Fa♯     | La    |
| Mi trưởng  | Mi    | Sol♯    | Si    |
| Fa trưởng  | Fa    | La      | Đô    |
| Sol trưởng | Sol   | Si      | Rê    |
| La trưởng  | La    | Đô♯     | Mi    |
| Si trưởng  | Si    | Rê♯     | Fa♯   |

Ví dụ, hợp âm bộ ba Đô-trưởng gồm các nốt-(hợp âm chủ, hợp âm ba, hợp âm năm) (Đô, Mi, Sol).